# Hörsel
Die Hörsel ist ein rechter Nebenfluss der Werra in Thüringen und deren wasserreichster Zufluss.
Die Hörsel entwässert die Nordabdachung des Thüringer Waldes zwischen Friedrichroda und Eisenach. Der Quellfluss der Hörsel ist die Leina, die Hörsel trägt ihren Namen erst ab der Mündung des Altenwassers im Ort Leina. Die Hörsel/Leina hat eine Länge von 56,2 km und ein Einzugsgebiet von 788 km2, der Anteil der Leina daran sind 47 km2. In Eisenach fließt der Hörsel ihr größter Nebenfluss zu, die Nesse.

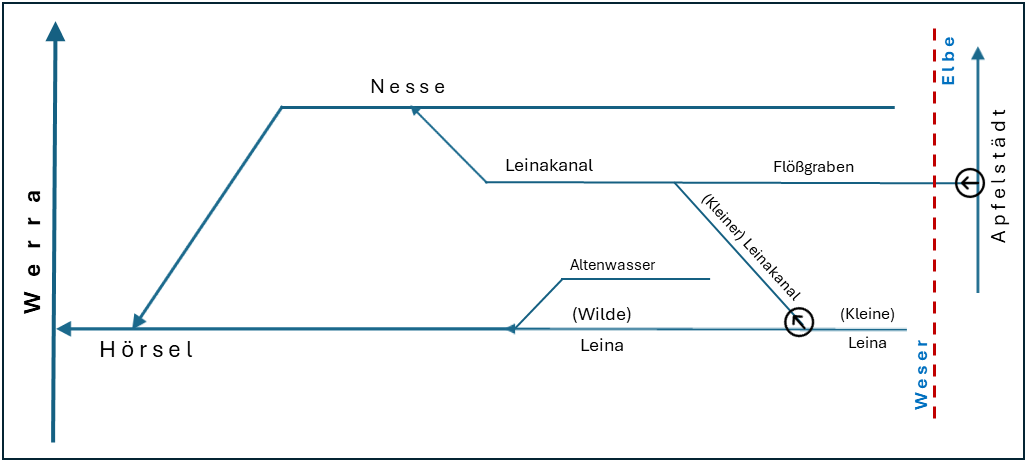
Bifurkation zwischen Hörsel und Apfelstädt

Eine Besonderheit ist, dass der Hörsel durch Bifurkation Wasser aus der Apfelstädt zufließt, womit das Flusssystem Weser über die Wasserscheide hinweg Wasser aus dem Flusssystem Elbe erhält.
Nach Thüringer Wassergesetz ist die Hörsel ein Gewässer I. Ordnung und steht in der Unterhaltungslast des Landes.

## Name
Die Hörsel wird im Jahr 932 in Form von Hursilagemundi ('Mündungsgebiet der Hörsel') erstmals urkundlich erwähnt. Der Name basiert auf dem germanischen 
Adjektiv *hurs-i- mit der Bedeutung 'rasch, schnell' (verwandt mit engl. to hurry für 'sich beeilen'). Ein bedeutungsgleicher indogermanisch/keltischer Name der Hörsel hat sich wahrscheinlich im Ortsnamen Eisenach (*h1ei sh2 > *isina > Isenahe) erhalten, - das alte Eisenach lag am westlichen Fuß des Petersbergs direkt an der Hörsel. Ebenfalls die aus dem Thüringer Wald kommenden Nebenflüsse weisen entsprechende Bedeutungen auf: Erbstrom: (Ruhla (Ruhlaha, etwa die Geröll bringende), Wutha (Wutaha, etwa die Wütende)), Emse: etwa die Eifrige und Leina: etwa die sich Ergießende.
Wie bei vielen Flüssen hatte die Hörsel zu verschiedenen Zeiten verschiedene Flussabschnittsnamen. 1905 findet sich unterhalb der Cumbachmündung der Name Leina-Hörsel. Die Hörsel ist namensgebend für die Hörselberge, den Ort ihrer Mündung in die Werra, Hörschel, und für verschiedene Gemeinden (Hörselgau, Hörsel, Hörselberg-Hainich).

## Verlauf

### Leina

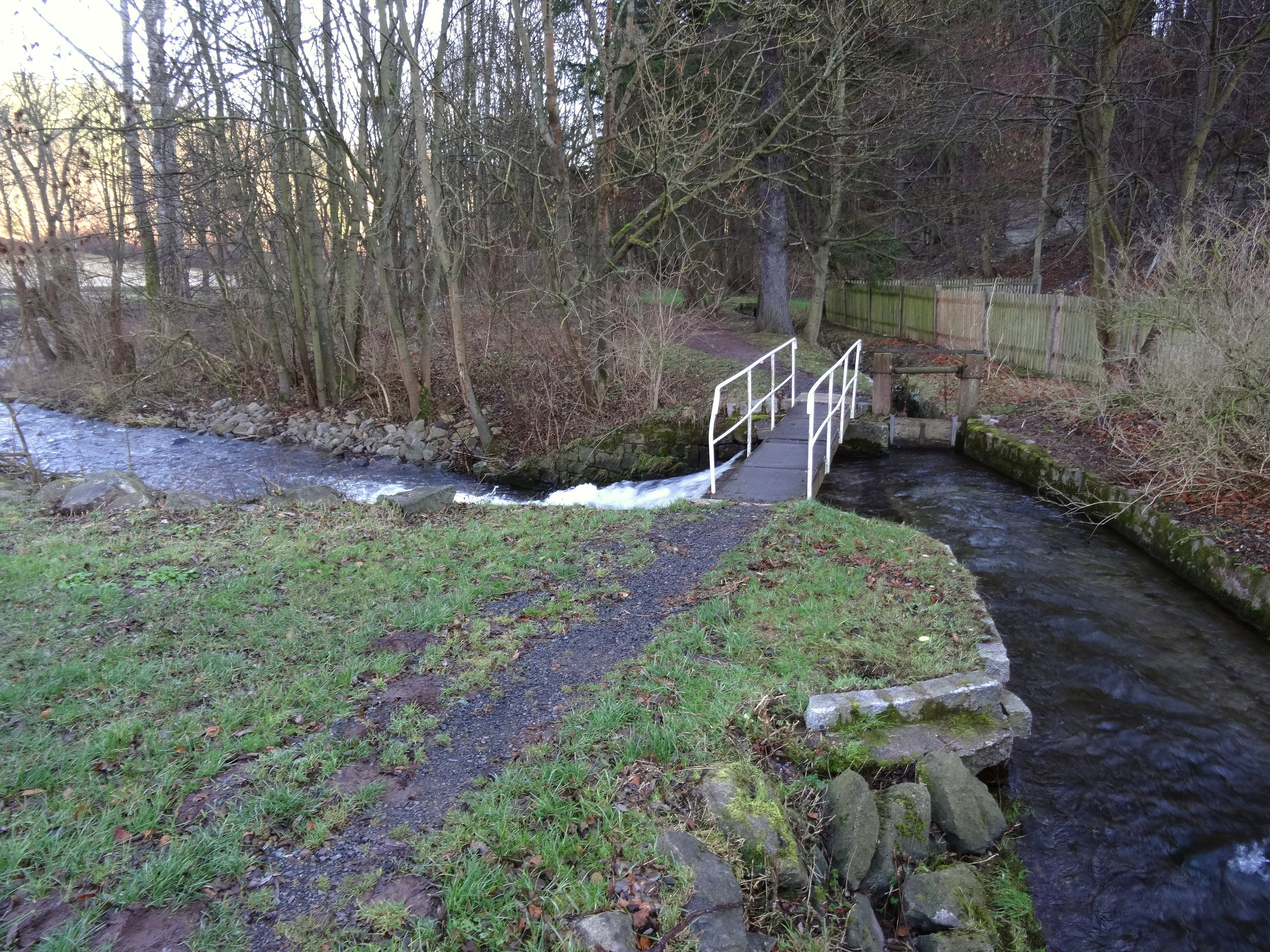
Abzweig des Leinakanals zwischen Engelsbach und Schönau (Bifurkation)

Die (Kleine) Leina entspringt am Rennsteig, der hier über den Spießberg (748,2 m ü. NHN) verläuft und wo Floh-Seligenthal, Friedrichroda und Georgenthal aneinandergrenzen. Sie fließt in nordöstliche Richtung und bildet bis zur Steigermühle Finsterbergen die Grenze zwischen letzteren beiden Gemeinden. Zwischen Engelsbach und Schönau wird nach 8,4 km nach rechts der (Kleine) Leinakanal abgezweigt. Die (Wilde) Leina wendet sich nun nach Norden ins Innerthüringer Ackerhügelland, wo ihr von links der Cumbach (von Cumbach her) und das Schilfwasser (von Ernstroda her) zufließen. Die Leina bildet hier erneut die Grenz zwischen Friedrichroda und Georgenthal. In Leina nimmt sie von rechts das Altenwasser (auch: Altes Wasser) auf und wendet sich – nun als Hörsel – nach Nordwesten. Vom Leinaborn bis zur Altenwassermündung legt die Leina eine Strecke von 16,4 km zurück und fällt von 685 auf 315 m ü. NHN. Die Leina ist somit ein ausgesprochener Gebirgsfluss (Sohlgefälle 22,56 ‰).

### Hörsel

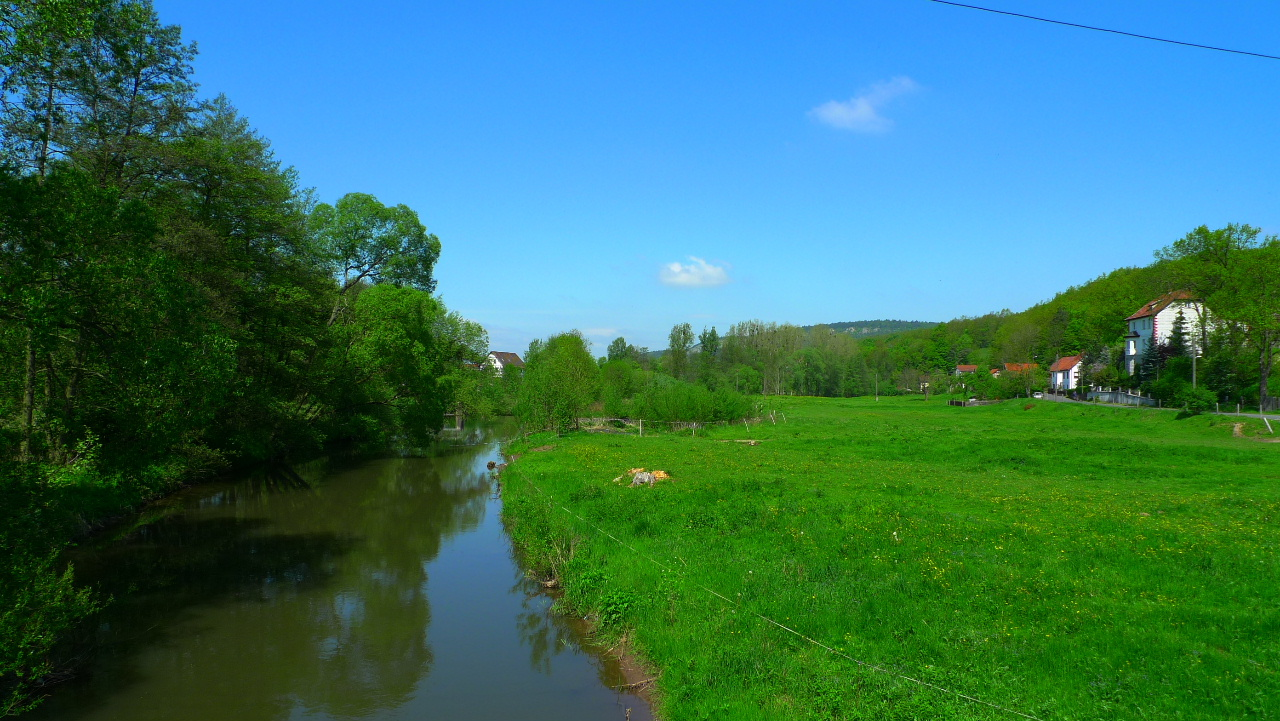
Die Hörselaue in Schönau (Wutha-Farnroda)

Die Hörsel fließt von Leina bis zur Mündung in die Werra im Wesentlichen in westnordwestlicher Richtung. Sie streift die Orte Hörselgau, Fröttstädt sowie Teutleben, nimmt Badewasser, Asse und Laucha auf und durchfließt Mechterstädt. Mit Sättelstädt, wo ihr die Emse zufließt, erreicht sie die Hörselberge, - durch Kälberfeld und vorbei an Schönau, Kahlenberg und Wutha, wo sie den Erbstrom aufnimmt, schließlich Eisenach. In Eisenach nimmt die Hörsel die etwa gleich große Nesse von nördlich der Hörselberge kommend auf. In Eisenach nimmt sie noch Michelsbach, Roten Bach und Borntal/Siebenborn auf und mündet in Hörschel in die Werra, wo sie auch wieder auf den Rennsteig trifft. Von der Altenwassermündung bis zur Mündung in die Werra legt die Hörsel eine Strecke von 39,8 km zurück und fällt von 315 auf 195 m ü. NHN. Die Hörsel ist mit einem Sohlgefälle von 3,0 ‰ kein ausgesprochener Tieflandsfluss, zusammen mit der Leina aber jedenfalls ein ausgesprochener Gebirgsfluss (Sohlgefälle 8,72 ‰).
Bei Teutleben/Fröttstädt, Sättelstädt/Kälberfeld und Wutha versickert Hörselwasser über Schlucklöcher im Flussbett und tritt nördlich der verkarsteten Hörselberge im durchschnittlich 7 m tiefer gelegenen Nessetal bei Ettenhausen an der Klappmühle, bei Melborn und Stockhausen wieder zutage. Die gleichbleibende Temperatur des Wassers von 8 bis 10 °C ermöglichte die Anlage von Teichen und den Anbau von Brunnenkresse. Durch das im Erdreich erwärmte Wasser gefriert die Nesse selbst in strengen Wintern selten zu.

## Nebenflüsse

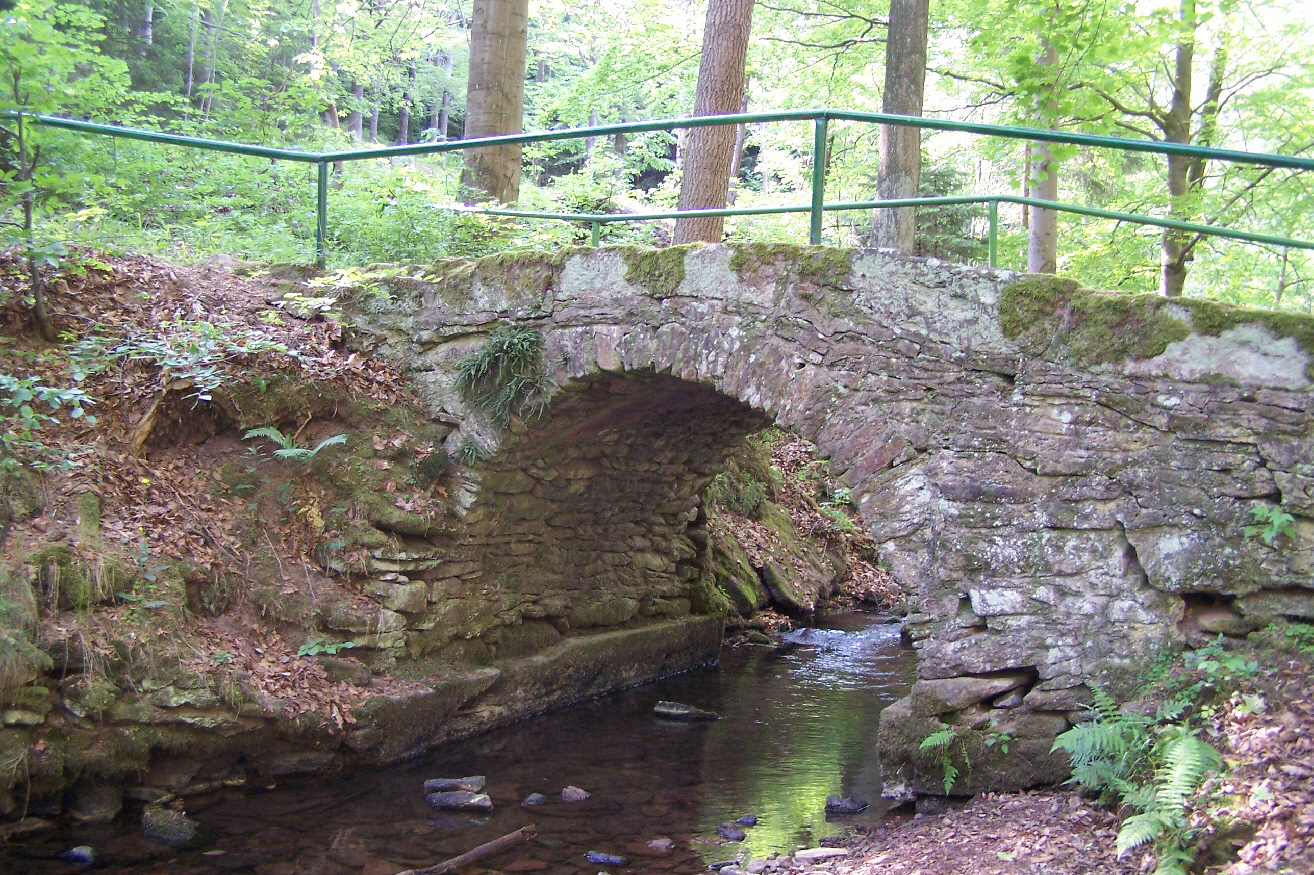
Die sogenannte Totenbrücke über die Leina (Finsterbergen)

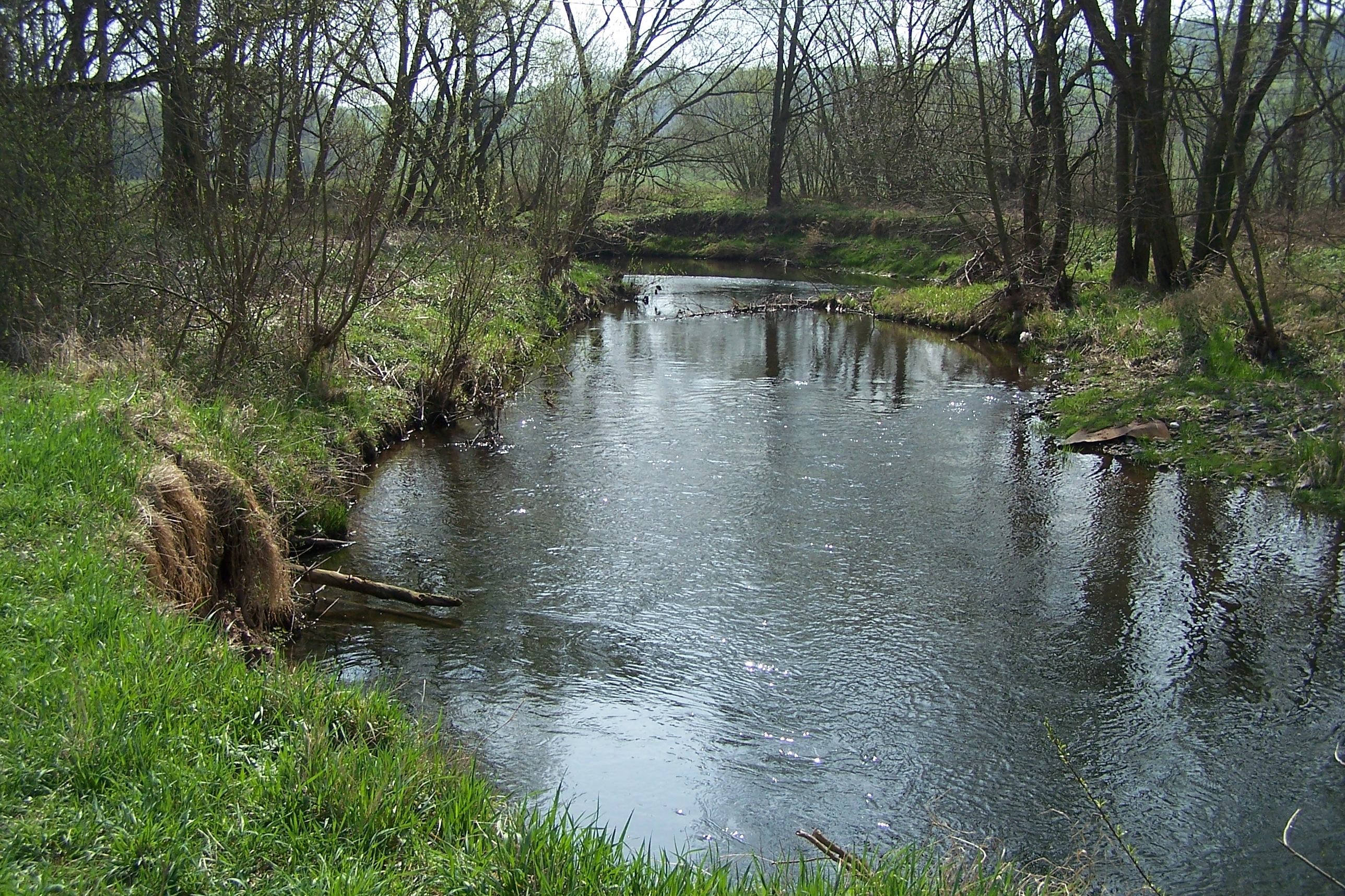
Die Hörsel bei Eisenach

Das Einzugsgebiet der Hörsel teilt sich in zwei Großlandschaften auf. Der Quelllauf Leina  und linke Nebenflüsse kommen aus dem Thüringer Wald, während alle rechten Nebenflüsse aus dem Thüringer Becken und seinen Randplatten kommen. Entsprechend sind die Oberläufe der linken Zuflüsse typische Mittelgebirgsbäche mit tiefen Schluchten und großem Sohlgefälle, während die rechten Zuflüsse größtenteils Flachlandflüsse mit geringem Gefälle darstellen, wobei diese fast alle über die Nesse der Hörsel zufließen. Ihre Läufe sind heute größtenteils begradigt und in ein System von Entwässerungsgräben eingebunden.
Das Einzugsgebiet der Nesse (inklusive Leinakanal) umfasst 426,3 km², das sind 58,25 % des Gesamteinzugsgebietes der Hörsel. Die Nesse führt an der Mündung zur Hörsel die gleiche Wassermenge wie diese (ca. 3,1 m²/s).
Die Fließstrecke (Kleine) Leina – Leinakanal – Wilder Graben – Nesse – Hörsel – Werramündung beträgt 8,4 + 29,5 + 9,8 + 26,0 + 9,8 = 83,1 km.
| Name            | Zufluss- seite | Länge [km] | Einzugs- gebiet [km²] | Mündungs- höhe [m. ü. NN] | Mündungsort (*: bei)             | DGKZ    |
| --------------- | -------------- | ---------- | --------------------- | ------------------------- | -------------------------------- | ------- |
| Großer Frosch   | links          | 2,1        |                       | 514                       |                                  | 416-11? |
| Rosenbach       | links          | 2,1        |                       | 458                       | oberh. Finsterbergens            | 416-11? |
| Körnsbergwasser | links          | 2,9        | 3,1                   | 440                       | unterh. Finsterbergens           | 416-11? |
| Sulzbach        | rechts         | 1,8        |                       | 390                       | Engelsbach, kommt von Catterfeld | 416-11? |
| Schilfwasser    | links          | 11,2       | 14,3                  | 338                       | Ernstroda*                       | 416-12  |
| Cumbach         | links          | 3,9        | 7,3                   | 326                       | Cumbach*                         | 416-1?  |
| Altenwasser     | rechts         | 7,3        | 8,5                   | 317                       | Leina                            | 416-1?  |
| Badewasser      | links          | 10,7       | 24,1                  | 302                       | Wahlwinkel                       | 416-2   |
| Dormbach        | rechts         | 4,8        |                       | 294                       | Fröttstädt                       | 416-31? |
| Asse            | rechts         | 6,0        | 14,2                  | 287                       | Teutleben                        | 416-32  |
| Laucha          | links          | 13,9       | 30,4                  | 277                       | Laucha*                          | 416-4   |
| Sülzenbach      | links          | 4,2        |                       | 273                       | Mechterstädt                     | 416-51? |
| Noßbach         | rechts         | 2,7        |                       | 262                       | Hörselberg-Hainich-Burla*        | 416-51? |
| Emse            | links          | 14,2       | 42,2                  | 260                       | Sättelstädt                      | 416-52  |
| Deubach         | links          | 3,9        |                       | 247                       | Wutha-Farnroda-Schönau           | 416-5?  |
| Burbach         | rechts         | 1,4        |                       | 240                       | Wutha-Farnroda-Kahlenberg        | 416-5?  |
| Erbstrom        | links          | 13,7       | 58,4                  | 234                       | Wutha-Farnroda                   | 416-6   |
| Fischbach       | links          | 3,5        | 3,1                   | 228                       | Eisenach (Rothenhof)             | 416-72  |
| Nesse           | rechts         | 54,5       | 426,3                 | 215                       | Eisenach                         | 416-8   |
| Löbersbach      | links          | 5,8        |                       | 214                       | Eisenach (in den Mühlgraben)     | 416-91? |
| Michelsbach     | rechts         | 5,0        | 12,7                  | 210                       | Eisenach                         | 416-92  |
| Roter Bach      | links          | 5,4        |                       | 210                       | Eisenach (in den Mühlgraben)     | 416-94? |
| Rauchbach       | links          | 2,8        |                       | 208                       | Eisenach (Industriegebiet West)  | 416-95? |
| Borntal         | links          | 3,8        | 3,9                   | 205                       | Stedtfeld                        | 416-96  |

## Geschichte
Am 30. Dezember 979 entschied Otto II. einen Streit zwischen den Äbten Werinhar von Fulda und Gozbert von Hersfeld, um ein Wehr „in fluvio quodam Hursilla vocat qui fluit in Lupinzgovve“ (in einem bestimmten Fluss, Hursilla genannt, der im Lupnitzgau fließt), das den Bootsverkehr behinderte. Er bestätigte eine bereits von Otto I. getroffene Entscheidung, dass sich zwei Schiffe mit drei Fuß Tiefgang (ca. 1 m) ohne Kollision begegnen können müssen. 
Der Leinakanal wurde 1369 im Auftrag Landgrafs Balthasar durch Werkmeister Conradus zur besseren Wasserversorgung Gothas angelegt.